# Crepidozaena
Crepidozaena is een geslacht van kevers uit de familie van de loopkevers (Carabidae). De wetenschappelijke naam van het geslacht is voor het eerst geldig gepubliceerd in 2001 door Deuve.

## Soorten
Het geslacht Crepidozaena is monotypisch en omvat slechts de volgende soort:
- Crepidozaena gracilis (Chaudoir, 1868)